# Szószaporítás
A szószaporítás vagy szinonimahalmozás, idegen szóval pleonazmus olyan nyelvi-stilisztikai jelenség, melyben egyazon fogalmat egymást követő, közel azonos jelentésű szavak fejeznek ki. A szó a görög pleonaszmoszból (πλεονασμός) származik, melynek jelentése: ’többlet, felesleg’. Hasonló jelenség – némely stilisztikák szerint a pleonazmus részhalmaza – a tautológia, azaz bőbeszédűség, melyben egy fogalom olyan újabb közléssel bővül, melynek a jelentése gyakorlatilag azonos. A két fogalmat gyakran egymással felcserélve használják.

## A pleonazmus előfordulásai

### Köznyelv
Néha állandósult szókapcsolatokban, más néven idiómákban is előfordul. Mint például: 
- Való igaz, hogy…
- várva várt, sok-sok
- többek, sokak (az adott számnév önmagában is többes számra utal). Ezen alakok nem kifogásolhatók, kerülésük hiperkorrekciónak vagy nyelvi babonának számít.

„A régi makacs babonák közé számíthatjuk azt a hiedelmet, hogy a magyar ember nem ragasztja hozzá a számnevekhez a -k többesjelet. Ennek nem is volna értelme – magyarázzák nagy komolyan a nyelvi logika hívei –, hiszen az egy az csak egy, tehát képtelenség volna többes számba tenni, ami pedig egynél több, azt fölösleges külön megjelölni. Szerintük nem létezik ilyesmi: kettők, hármak, négyek, sokak, többek stb. Ebből pedig az következik, mondják – főleg újságírók -, hogy nincs többek között sem, és ha valaki ezt a kifejezést használja, hibát követ el. S diadalmasan lobogtatják egyetlen üdvözítő megoldásként ezt a sokkal nehézkesebb változatot: "a többi között." Csakhogy a nyelvi valóság nem törődik az íróasztalnál kiagyalt elméletekkel.”
„Ki azon feltételből indul ki, hogy az élő nép… hibásan, szabálytalanul beszél, következőleg a nyelvtudós tiszte megszabni a korlátokat, oktrojálni a törvényeket, melyek határai közt szabad csupán mozogni a nyelvnek; ahhoz jelenleg nincs szavam.” – Arany János

## A pleonazmus fajtái
A pleonazmusnak három fajtáját lehet megkülönböztetni: szintaktikai (mondattani), morfológiai (alaktani) és szemantikai (jelentéstani).

### Szintaktikai pleonazmus
Akkor jelenhet meg, amikor egy nyelv nyelvtanában szabadon használható (opcionális) funkciószavak vannak. Mint például a magyarban:
- Én szeretlek téged: a -lek morféma kifejezi a tárgyat (E/2) és az alanyt. Így ha a mondatot szigorúan a jelentéstan logikája szerint vizsgáljuk, a személyes névmások elhagyhatók, mivel olyan információt közölnek, amelyet a rag önmagában is kifejez. Természetesen egy logikai szempontból pleonazmusnak számító szintaktikai elem elkülönülő stílusértéket hordozhat, árnyalt többletjelentést közvetíthet a beszélőről, az állítás tárgyáról vagy tényéről is. Beszédben pedig kiegészülhet a hangsúly, hanglejtés, tempó, mimika és gesztus metakommunikatív elemeivel, ám ezek már szemantikai eszközök, szintaktikai szinten megmaradva nem játszanak szerepet.
- Senki nem volt ott: ha logikailag néznénk a mondatot, azt jelentené, hogy valaki volt ott. Azonban nyelvileg nézve azt jelenti, hogy senki volt ott*. Az angolban ez a megközelítés a jellegzetes: There were nobody vagy There weren't anybody. A magyar nyelvben helyes kettős tagadás ott a vulgáris, vagy a bizalmas nyelvrétegben, valamint a zene világában figyelhető meg: *You don't know nothing, *Ain't Nobody's Business If You Do. Kizárólag logikai úton járva mindegyik példában találhatnánk támadható pontot – ki az a „senki”, aki nem volt ott, vagy éppen ott volt stb. –, de a természetes úton kialakult nyelvek eredendően következetlenek, hiszen az alakilag következetes és redundanciától mentes nyelv megalkotása még szakemberek számára is kemény feladat.

Más nyelvekben: Hasonlóképp a magyarhoz, például a spanyolban és az olaszban is, a személyes névmás használata opcionális, viszont a tárgyé nem.
Yo te amo (spanyol)
Io ti amo (olasz)
A yo és az io jelentése én, a te, ti téged, az amo jelentése pedig szeretek.
Az angolban a that szó gyakran elhagyható.
I know that you are coming.
I know you are coming.
Nyelvtanilag mindegyik forma helytálló, azonban ez esetben pleonazmusnak minősülnek.

### Morfológiai pleonazmus
- Aztat,[5] őtet – néha előfordul a standard nyelvtől eltérő, iskolázatlan nyelvhasználatra jellemző ragkettőzés.
- engemet, tégedet – itt fölösleges a tárgyrag, de a használata sem számít hibának, legföljebb kissé népies hatást kelt.

„Tavaszi szél vizet áraszt, virágom, virágom. Minden madár társat választ, virágom, virágom. Hát én immár kit válasszak? Virágom, virágom. Te engemet, én tégedet, virágom, virágom.”–Tavaszi szél vizet áraszt, népdal
Nemcsak személyes névmásoknál, de birtokragos főneveknél is opcionális a tárgyrag használata. Például:
- Megkapta a levelemet. Megkapta a levelem.: a második változatot egy fordítóprogram félreértelmezheti – a levelem kapott meg valamit –, de a nyelvet értő hallgató a saját ismerete segítségével azonnal egyértelműsíti a jelentést. Az első változat az apró bizonytalanságot szünteti meg a tárgyrag technikailag szükségtelen többletével. Választékosság szempontjából is észlelhető árnyalatnyi különbség.
- ármányosság, leleményesség: -os, -es melléknévképző társul a főnévhez, majd a -ság, -ség képzők újra főnévvé teszik a szót. A morfológiailag vett pleonazmus jelentésbeli eltérést eredményezett, mivel az ármány és az ármányosság jelentése határozottan más.

### Szemantikai pleonazmus
A szemantikai pleonazmus inkább stílus és használat kérdése, mintsem nyelvtané. A nyelvészek általában redundanciának hívják őket, hogy elkerüljék a zavart a szintaktikai pleonazmussal, főbb jelenségnek számít az elméleti nyelvészek körében. Több fajtája is lehet:
- Átfedés

felesleges szószaporítás: a „szószaporítás” szó önmagában is kifejezi a feleslegességet
valós tények: ami tény, az csak valós lehet
a messzi távolban
tipikusan jellegzetes
A nyelvészek stilisztikai szempontból leginkább a pleonazmusnak ezt a fajtáját nevezik tautológiának.
- Terjengősség

De viszont…, De viszont azonban…: mindegyik ellentétes kötőszó

## A pleonazmus indokolt esetei
Idegen szavak mellett azonban egy azonos, bennfoglalt vagy hasonló jelentésű kiegészítő szó használata indokolt lehet, hiszen nem várható el az anyanyelvi beszélőtől, hogy a magyar nyelvbe érkezett összes idegen szó történetét, etimológiáját kívülről tudja (ez még a nyelvészek közül is kevesek szakterülete). Azért is indokoltak ezek a kifejezések, mert az idegen szó a magyarban gyakran az eredetitől eltérő értelmet kap, például a bacon szalonna szó szerint „szalonna szalonnát” jelent, valójában viszont egy bizonyos fajta szalonnát: a bacon a magyarban új értelmet kapott. Más esetekben nincs szó eltérő értelemről, hanem a könnyebb érthetőség vagy az egyértelmű azonosítás kedvéért teszünk hozzá egy tágabb jelentésű szót egy szűkebb jelentésűhöz, például CD lemez (szó szerint: „kompaktlemez lemez”).
Hasonló példák:
- Szahara sivatag
- A The Game[6]
- VIP-személy
- MVP-játékos

Megjegyzés: a közérthetőség kedvéért az angolban is írnak és mondanak olyat, hogy CD disc, RAM memory, SMS message, hiszen az angol anyanyelvűektől sem várható el a rövidítések ismerete. A betűszavak félreértést is okozhatnak, például az „I forgot my PIN” jelentheti azt is, hogy „elfeledkeztem a tűmről”, ezért egyértelműbb az „I forgot my PIN number”, azaz „elfelejtettem a PIN kódom”. Ezek összefoglaló neve viccesen RAS syndrome (Redundant Acronym Syndrome syndrome, vagyis „Redundáns Mozaikszó Szindróma szindróma”). (Utóbbi rokona a magyar RHR rövidítés, ahol az RHR a Rosszul Használt Rövidítés rövidítése.)
Ide tartozik még az idegen jelentésében többes számú alak újra többes számba tevése. Például: médiák, operák, fóliák. Ezek a szavak nem kifogásolhatók, mivel a magyar nyelv nem veheti figyelembe a gyakran évszázadokkal ezelőtt a nyelvbe került szavak eredeti átadó nyelvének nyelvtanát. Épp a helyettük javasolt alakok okozhatnak félreértéseket, hiszen például a „médium”-nak, vagyis a média latin egyes számának már régóta kialakult jelentése van a magyarban: olyan személy, aki túlvilági jeleket közvetít. Ennek azonban nincs köze a magyar média szóhoz.
„Aki a médiák-at a dupla többes szám alapján kifogásolja, az az eredet csapdájába esik (fallacia etymologica), amikor tehát megtudja egy kifejezés származását, és rá akarja kényszeríteni az idegen nyelv kategóriáit a magyarra. Csakhogy a nyelvek nem így működnek, nem mindig tisztelik a máshonnan átvett anyagot, hanem bedarálják a maguk rendszerébe.”
Ezek célzatos kerülése tehát hiperkorrekciónak számít.

## Önellentmondó meghatározások
Az olyan kifejezésekben, mint háromkerekű bicikli, a nyelvhasználó egy tárgy fogalmát analóg értelemben használja, és önmagánál nagyobb területre terjeszti ki: a bicikli szót „emberi erővel hajtott, kerekes jármű” értelemben alkalmazza (félretéve az eredeti „kétkerekű” megkötést) egy olyan jelentés kifejezésére, amely az eredeti fogalomtól valamely jegyben eltér: esetünkben hogy három kereke van.